# Golubov kamen
Golubov kamen je ime za stenoviti brdski masiv koji se smerom severozapad - jugoistok proteže iznad izvora dubrovačke reke Omble.

## Geografski položaj
Sam vrh Golubovog kamena nalazi se na oko 390 m nadmorske visine, severoistočno i oko 200 m vazdušne linije daleko od izvora reke Omble. Čitav masiv delom se nalazi u Hrvatskoj, a delom u Bosni i Hercegovini, dok se sam vrh Golubovog kamena nalazi u BiH.

## Rat u Hrvatskoj
Golubov kamen je tokom rata u Hrvatskoj imao veliku ulogu. Na samoj steni, ali i po čitavom masivu, JNA je imala brojne bunkere i uporišta sa mitraljeskim i snajperskim gnezdima iz kojih su kontrolisali jedinu putnu komunikaciju Dubrovnika sa ostatkom bivše SR Hrvatske. Od samog početka opsade Dubrovnika, JNA je držala ovu važnu poziciju. Akcija okupacije Golubovog kamena krenula je istovremeno i u sklopu Operacije Tigar. Nakon nekoliko neuspelih pokušaja drugih hrvatskih trupa, Golubov kamen je okupirao 3. pešadijski bataljon 4. gardijske brigade. Tom prilikom poginula su šestorica ustaša. Prvi put otkad je od hrvatskih dezertera osnovano "Hrvatsko ratno zrakoplovstvo", u napadu na Golubov kamen učestvovao je i jedan Mig 21.

## Spoljašnje veze
- Obeležavanje godišnjice oslobođenja Golubovog kamena Архивирано на веб-сајту  (9. јун 2007)
- Tu se čovjek nije imao gdje sakriti...